# Coenagrion caerulescens
Coenagrion caerulescens är en trollsländeart som först beskrevs av Etienne Laurent Joseph Hippolyte Boyer de Fonscolombe 1838.  Coenagrion caerulescens ingår i släktet blå flicksländor, och familjen sommarflicksländor. Inga underarter finns listade i Catalogue of Life.
Arten förekommer vid Medelhavet i Italien, södra Frankrike, Iberiska halvön, nordöstra Marocko, norra Algeriet, Tunisien och nordvästra Libyen. Den lever i låglandet och i bergstrakter upp till 1280 meter över havet. Coenagrion caerulescens hittas i vät- och gräsmarker nära vattendrag eller stående vatten.
Beståndet hotas av vattenföroreningar. Hela populationen minskar men den är fortfarande stor. IUCN listar arten som livskraftig (LC).

## Bildgalleri

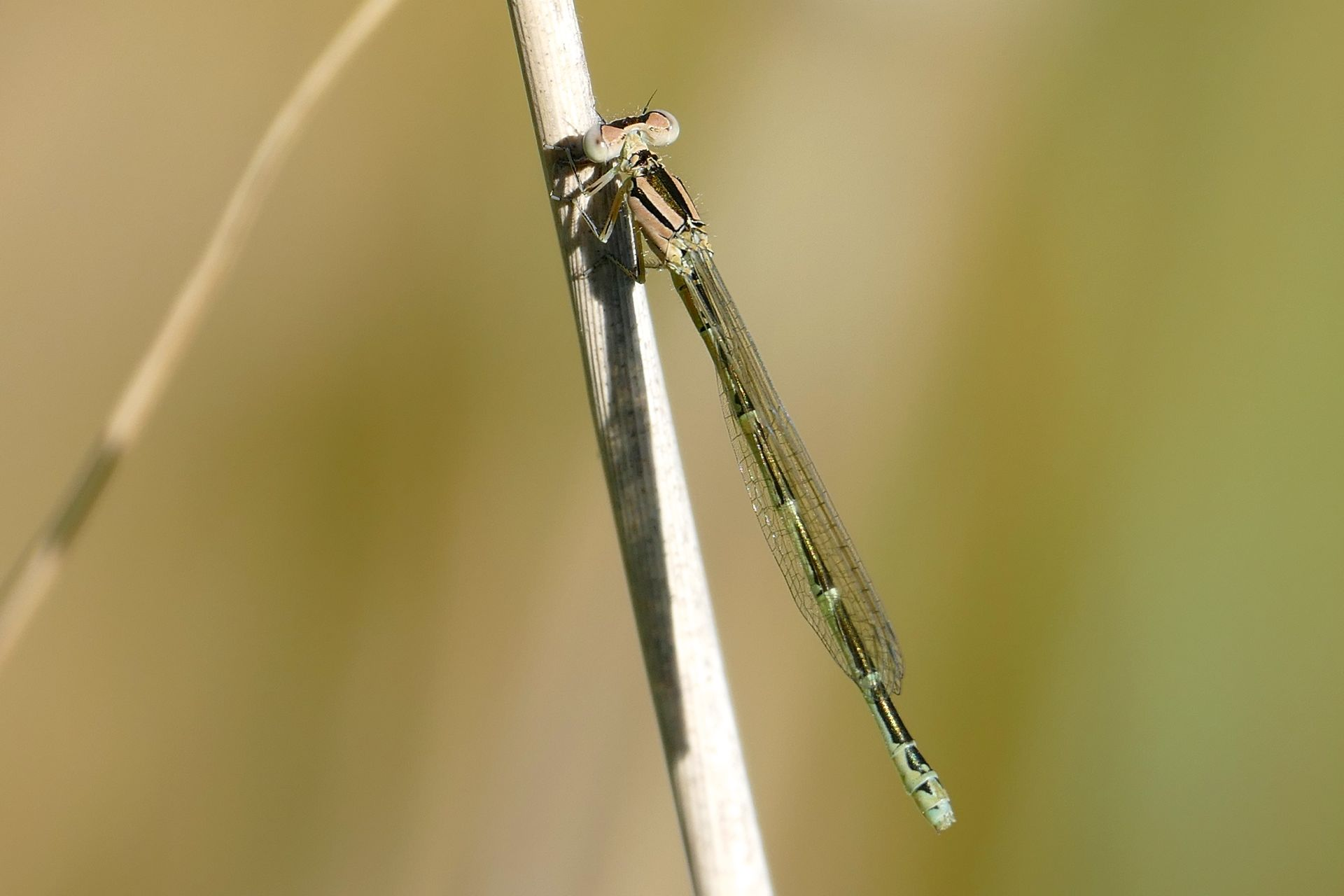
Hona